# Skubiče
Skubiče (nemško Kühweg) je naselje občine Šmohor - Preseško jezero v okraju Šmohor na Koroškem v Avstriji.